# Rosalind Cubitt
Pour les articles homonymes, voir Cubitt.
L'honorable Rosalind Maud Cubitt, née le 11 août 1921 et morte le 14 juillet 1994, est la fille de Roland Calvert Cubitt, lord Ashcombe, et la mère de Camilla, reine consort du Royaume-Uni depuis 2022 en tant qu'épouse du roi Charles III.

## Biographie
Rosalind est née à Mayfair à Londres le 11 août 1921, l'aînée des trois enfants de Roland Calvert Cubitt (1899-1962), 3e baron Ashcombe, et sa femme Sonia Rosemary Keppel (1900-1986). Son père était le fils de Henry Cubitt, 2e baron Ashcombe. Sa mère était la plus jeune fille de L'honorable George Keppel (fils cadet de William Keppel, 7e comte d'Albemarle) et son épouse, Alice Edmonstone, maîtresse du roi Edouard VII.
Elle a deux jeunes frères et sœurs : L'honorable Henry Cubitt, qui succède à son père comme 4e baron Ashcombe, et L'honorable  Jeremy Cubitt, qui est décédé en 1958 à l'âge de 30 ans,. 
La famille Cubitt était riche et noble et avait fondé l'entreprise de construction Cubitt,. Elle était une filleule de la philanthrope Dame Margaret Greville (en) et a hérité une partie de sa fortune.

## Mariage et enfants
Rosalind rencontre son futur mari, le Major Bruce Middleton Hope Shand à la fin de la Seconde Guerre mondiale. Ce dernier se retire plus tard de l'armée britannique après avoir remporté deux Croix militaires, et pour son statut de prisonnier de guerre des Allemands . Ils se marient le 2 janvier 1946 à l'église Saint-Paul de Knightsbridge, à Londres,.
Le couple a eu trois enfants  : 
- Camilla Rosemary Shand (née le 17 juillet 1947), actuelle reine consort et ancienne épouse d'Andrew Parker Bowles (divorcée en 1995) avec qui elle eut Thomas Henry Charles Parker Bowles (né en 1974) et Laura Rose Lopes (née Parker Bowles en 1978) ;
- Sonia Annabel Shand (née le 2 février 1949), épouse Simon Elliot, et mère de trois enfants : Ben Elliot (né en 1975), Alice Elliot (née en 1977), et Katie Elliot (née en 1981) ;
- Mark Roland Shand (né le 28 juin 1951 et mort le 23 avril 2014), époux de Clio Goldsmith et père d'un enfant : Ayesha Shand (née en 1995).

## Décès
Rosalind décède à Lewes le 14 juillet 1994, âgée de 72 ans, ayant longtemps souffert d'ostéoporose. Sa mère Sonia est également morte de cette maladie en 1986. Son mari, ses trois enfants et cinq petits-enfants lui survivent. Sa plus jeune petite-fille, Ayesha, est née un an après sa mort.
Après sa mort, sa fille Camilla est devenue un membre de la National Osteoporosis Society (organisme destiné à améliorer le diagnostic, la prévention et le traitement de l'ostéoporose) en 1994 pour aider à sensibiliser de la maladie.  Elle en est devenue la présidente en 2001.